# 中川机场东站
中川机场东站位于中华人民共和国甘肃省兰州市皋兰县兰州中川国际机场T3航站楼地下2层，是中川机场环线铁路的一座车站，由中国铁路兰州局集团管辖，2025年3月20日随T3航站楼的开通而投入使用。

## 车站结构
中川机场东站为地下2层侧式站台车站，其布局紧贴T3航站楼南侧GTC（综合交通中心）下部空间，通过地下通道与航站楼直接连通，实现旅客便捷、高效换乘。中川机场环线铁路作为兰州中川国际机场综合交通枢纽的重要组成部分和兰张高铁引入机场的重要配套设施。

## 周边
- 兰州中川国际机场